# 講談社出版文化賞
講談社出版文化賞（こうだんしゃしゅっぱんぶんかしょう）は、挿絵、写真、装幀、絵本の各分野に贈られる、講談社主催の賞である。前年3月1日から当年2月末日までに刊行された図書を対象とし、さしえ賞、写真賞、ブックデザイン賞、絵本賞の四部門に分かれている。選考方法は、新聞社、出版社、有識者に対し、アンケートによる推薦を依頼する。受賞者には賞状・記念品に加え、副賞として各100万円が贈られる。賞金は無し。

## 概要
1970年（昭和45年）、講談社が創業60周年記念事業の一環で新設した。さし絵、写真、ブックデザイン、児童漫画、絵本の五部門において、新分野の開拓と質的向上をはかり、出版文化の発展に寄与することを目的とした。
本賞の前身は、1960年（昭和35年）に創業50周年記念事業として創設された「講談社三賞」（児童まんが賞・さしえ賞・写真賞）である。うち児童まんが部門は1976年（第7回）まで実施され、のち1977年（昭和52年）に独立して講談社漫画賞となった。また、1985年（昭和60年）には新たに科学出版賞が加えられ、2006年（第22回）まで一部門として実施されたが、2007年（平成19年）に賞名を変更し講談社科学出版賞となった。野間出版文化賞の新設に伴い、2018年（第49回）までにさしえ賞、写真賞、ブックデザイン賞は終了。絵本賞のみ講談社絵本賞として継続。

## 受賞者・受賞作一覧
丸カッコ内は受賞作品。

### 現行の賞

#### 絵本賞

##### 第1回 - 第10回
- 第1回（1970年） - 中谷千代子（『まちのねずみといなかのねずみ』）
- 第2回（1971年） - 斎藤博之（『しらぬい』）
- 第3回（1972年） - 朝倉摂（『日本の名作 スイッチョねこ』）、油野誠一（『おんどりのねがい』）
- 第4回（1973年） - 赤羽末吉（『源平絵巻物語 衣川のやかた』）、梶山俊夫（『いちにちにへんとおるバス』）
- 第5回（1974年） - 田島征三（『ふきまんぶく』）
- 第6回（1975年） - なかえよしを［文］、上野紀子［絵］（『ねずみくんのチョッキ』）
- 第7回（1976年） - 安野光雅（『かぞえてみよう』）
- 第8回（1977年） - 長新太（『はるですよ ふくろうおばさん』）、さのようこ（『わたしのぼうし』）
- 第9回（1978年） - 岡野薫子［文］、遠藤てるよ［絵］（『ミドリがひろったふしぎなかさ』）
- 第10回（1979年） - 市川里美（『春のうたがきこえる』）

##### 第11回 - 第20回
- 第11回（1980年） - 杉田豊（『うれしいひ』）
- 第12回（1981年） - 太田大八（『ながさきくんち』）
- 第13回（1982年） - 寺村輝夫［文］、和歌山静子［絵］（『おおきなちいさいぞう』）
- 第14回（1983年） - 谷内こうた（『かぜのでんしゃ』）
- 第15回（1984年） - 梅田俊作、梅田佳子（『このゆびとーまれ』）
- 第16回（1985年） - 丸木俊、丸木位里（『おきなわ島のこえ』）
- 第17回（1986年） - 甲斐信枝（『雑草のくらし』）
- 第18回（1987年） - にしまきかやこ（『えのすきなねこさん』）
- 第19回（1988年） - 瀬川康男（『ぼうし』）
- 第20回（1989年） - きたやまようこ（『ゆうたくんちのいばりいぬ』）、康禹鉉［絵］、田島伸二［文］（『さばくのきょうりゅう』）

##### 第21回 - 第30回
- 第21回（1990年） - 林明子（『こんとあき』）
- 第22回（1991年） - 于大武［絵］、唐亜明［文］（『ナージャとりゅうおう』）
- 第23回（1992年） - 武田美穂（『となりのせきのますだくん』）
- 第24回（1993年） - 片山健（『タンゲくん』）
- 第25回（1994年） - 井上洋介［絵］、渡辺茂男［文］（『月夜のじどうしゃ』）
- 第26回（1995年） - あべ弘士［絵］、木村裕一［文］（『あらしのよるに』）
- 第27回（1996年） - いとうひろし（『だいじょうぶ だいじょうぶ』）
- 第28回（1997年） - いわむらかずお（『かんがえるカエルくん』）
- 第29回（1998年） - カナヨ・スギヤマ［絵］、カー・ウータン［文］（『ペンギンの本』）
- 第30回（1999年） - 宮西達也（『きょうはなんてうんがいいんだろう』）

##### 第31回 - 第40回
- 第31回（2000年） - 荒井良二［絵］、長田弘［文］（『森の絵本』）
- 第32回（2001年） - 大塚敦子（『さよなら　エルマおばあさん』）、
- 第33回（2002年） - 武建華［絵］、千葉幹夫［文］（『舌ながばあさん』）
- 第34回（2003年） - 長谷川義史、日之出の絵本制作実行委員会（『おたまさんのおかいさん』）
- 第35回（2004年） - スズキコージ（『おばけドライブ』）
- 第36回（2005年） - G・D・パヴリーシン［絵］、神沢利子［文］（『鹿よ おれの兄弟よ』）
- 第37回（2006年） - 鈴木まもる（『ぼくの鳥の巣絵日記』）
- 第38回（2007年） - いせひでこ（『ルリユールおじさん』）
- 第39回（2008年） - 石井聖岳［絵］、もとしたいづみ［文］（『ふってきました』）
- 第40回（2009年） - 酒井駒子［絵］、湯本香樹実［文］（『くまとやまねこ』）

##### 第41回 - 第50回
- 第41回（2010年） - おくはらゆめ（『くさをはむ』）
- 第42回（2011年） - 高畠純（『ふたりのナマケモノ』）
- 第43回（2012年） - コマヤスカン（『新幹線のたび～はやぶさ・のぞみ・さくらで日本縦断～』）
- 第44回（2013年） - アーサー・ビナード作、岡倉禎志写真（『さがしています』）
- 第45回（2014年） - ミロコマチコ（『てつぞうはね』）
- 第46回（2015年） - 石川えりこ（『ボタ山であそんだころ』）
- 第47回（2016年） - こみねゆら（『オルゴールのくるくるちゃん』）
- 第48回（2017年） - 青山邦彦（『大坂城　絵で見る日本の城づくり』）
- 第49回（2018年） - 佐々木マキ（『へろへろおじさん』）

第50回以降、講談社絵本賞に賞名変更。
- 第50回（2019年） - 五味太郎（『つくえはつくえ』）

##### 第51回 - 第60回
- 第51回（2020年） - 町田尚子［絵］、竹下文子［文］（『なまえのないねこ』）
- 第52回（2021年） - 松成真理子［絵］、富安陽子［文］（『さくらの谷』）
- 第53回（2022年） - 堀川理万子（『海のアトリエ』）
- 第54回（2023年） - 田島征彦（『なきむしせいとく』）
- 第55回（2024年） - 降矢なな（『クリスマスマーケット～ちいさなクロのおはなし～』）
- 第56回（2025年） - かわさきしゅんいち［絵］、江口絵理［文］（『クジラがしんだら』）、はたこうしろう［絵］、おーなり由子［文］（『ゆきのこえ』）

#### 科学出版賞

##### 第1回 - 第10回
- 第1回（1985年） - 青木重幸（『兵隊を持ったアブラムシ』）
- 第2回（1986年） - 近藤宗平（『人は放射線になぜ弱いか』）
- 第3回（1987年） - 甘利俊一（『バイオコンピュータ』）
- 第4回（1988年） - 尾本惠市（『ヒトの発見』）
- 第5回（1989年） - 島村英紀（『地球の腹と胸の内』）
- 第6回（1990年） - 田中敬一（『超ミクロ世界への挑戦』）
- 第7回（1991年） - 吉永良正（『数学・まだこんなことがわからない』）
- 第8回（1992年） - 竹内久美子（『そんなバカな！ 遺伝子と神について』）
- 第9回（1993年） - 本川達雄（『ゾウの時間ネズミの時間』）
- 第10回（1994年） - 柳澤桂子（『卵が私になるまで』）

##### 第11回 - 第20回
- 第11回（1995年） - 藤田紘一郎（『笑うカイチュウ』）
- 第12回（1996年） - 田口善弘（『砂時計の七不思議』）
- 第13回（1997年） - 池内了（『科学の考え方・学び方』）
- 第14回（1998年） - 中谷陽二（『精神鑑定の事件史』）
- 第15回（1999年） - 山田克哉（『宇宙のからくり』）
- 第16回（2000年） - 小林一輔（『コンクリートが危ない』）
- 第17回（2001年） - 串田嘉男（『地震予報に挑む』）
- 第18回（2002年） - 宮治誠（『カビ博士奮闘記』）
- 第19回（2003年） - 林純一（『ミトコンドリア・ミステリー』）
- 第20回（2004年） - 粂和彦（『時間の分子生物学』）

##### 第21回 - 第30回
- 第21回（2005年） - 桑村哲生（『性転換する魚たち』）
- 第22回（2006年） - 福岡伸一（『プリオン説はほんとうか？』）

第23回以降、講談社科学出版賞に賞名変更。
- 第23回（2007年） - 西成活裕（『渋滞学』）
- 第24回（2008年） - 佐藤克文（『ペンギンもクジラも秒速2メートルで泳ぐ ハイテク海洋動物学への招待』）
- 第25回（2009年） - 大河内直彦（『チェンジング・ブルー　気候変動の謎に迫る』）
- 第26回（2010年） - 柴田一成（『太陽の科学  磁場から宇宙の謎に迫る』）
- 第27回（2011年） - 近藤宣昭（『冬眠の謎を解く』）
- 第28回（2012年） - 大須賀健（『ゼロからわかるブラックホール』）
- 第29回（2013年） - 更科功（『化石の分子生物学　生命進化の謎を解く』）
- 第30回（2014年） - 大栗博司（『大栗先生の超弦理論入門』）

##### 第31回 - 第40回
- 第31回（2015年） - 宮原ひろ子（『地球の変動はどこまで宇宙で解明できるか　太陽活動から読み解く地球の過去・現在・未来』）
- 第32回（2016年） - 中屋敷均（『ウイルスは生きている』）
- 第33回（2017年） - 中川毅（『人類と気候の10万年史　過去に何が起きたのか、これから何が起こるのか』）
- 第34回（2018年） - 川端裕人（『我々はなぜ我々だけなのか　アジアから消えた多様な『人類』たち』）
- 第35回（2019年） - 青野由利（『ゲノム編集の光と闇　人類の未来に何をもたらすか』）
- 第36回（2020年） - 菅沼悠介（『地磁気逆転と「チバニアン」　地球の磁場は、なぜ逆転するのか』）
- 第37回（2021年） - 毛内拡（『脳を司る「脳」 最新研究で見えてきた、驚くべき脳のはたらき』）
- 第38回（2022年） - 杉山慎（『南極の氷に何が起きているか』）
- 第39回（2023年） - 椛島健治（『人体最強の臓器　皮膚のふしぎ　最新科学でわかった万能性』）
- 第40回（2024年） - 近藤一博（『疲労とはなにか　すべてはウイルスが知っていた』）

### 過去の賞

#### さしえ賞

##### 第1回 - 第10回
- 第1回（1970年） - 山藤章二（「鼠小僧次郎吉」「エロトピア」「珍魂商才」）
- 第2回（1971年） - 三井永一（「沈下」ほか）
- 第3回（1972年） - 宮田雅之（「砂絵呪縛後日怪談」ほか）
- 第4回（1973年） - 岡田嘉夫（「その名は娼婦」ほか）
- 第5回（1974年） - 片岡真太郎（「銃声に醒めた」ほか）
- 第6回（1975年） - 濱野彰親（「歌謡祭を狙え」ほか）
- 第7回（1976年） - 長尾みのる（「深夜美術館」ほか）
- 第8回（1977年） - 小松久子（「黄色い鼠」ほか）
- 第9回（1978年） - 楢喜八（「スタンピード！」ほか）
- 第10回（1979年） - 灘本唯人（「にんげん望艶鏡」ほか）

##### 第11回 - 第20回
- 第11回（1980年） - 鈴木正（「明日なき巡礼たち」ほか）
- 第12回（1981年） - 和田誠（「あゝ文士劇」「インタビュー」）
- 第13回（1982年） - 宇野亜喜良（「パリの扇」「美食者」）
- 第14回（1983年） - 須田剋太（「街道をゆく」）
- 第15回（1984年） - 長友啓典（「続・時代屋の女房」ほか）
- 第16回（1985年） - 黒田征太郎（「迷魚図鑑」「紺青の鈴」ほか）
- 第17回（1986年） - 北村治（「遠いアメリカ」ほか）
- 第18回（1987年） - 黒鉄ヒロシ（「ここが地獄の一丁目」ほか）
- 第19回（1988年） - 大竹明輝（「鎮西八郎為朝」ほか）
- 第20回（1989年） - 浅賀行雄（「ワープロ爺さん」「四畳半調理の拘泥」ほか）

##### 第21回 - 第30回
- 第21回（1990年） - 下谷二助（「親銭子銭」「囁く」ほか）、毛利彰（「エル・キャプ」ほか）
- 第22回（1991年） - 沢野ひとし（「猫舐祭」「とかげ」ほか）
- 第23回（1992年） - 蓬田やすひろ（「かかし長屋」）
- 第24回（1993年） - 鴇田幹（「誘死香」ほか）、小島武（「越境者」）
- 第25回（1994年） - 峰岸達（「忘れてほしい」「翼ある船は」）
- 第26回（1995年） - 山野辺進（「霧の密約」ほか）
- 第27回（1996年） - 横山明（「水色の羽衣」ほか）
- 第28回（1997年） - 山下勇三（「寝ずの番」シリーズ、「セピアの客」）
- 第29回（1998年） - 井筒啓之（「女王」「女たちのジハード」）
- 第30回（1999年） - ささめやゆき（「真幸くあらば」「秋が匂って」「眠れるままの女」）

##### 第31回 - 第40回
- 第31回（2000年） - 佐々木悟郎（「花探し」「望郷の右腕」）
- 第32回（2001年） - 西のぼる（「はやぶさ新八御用旅―東海道五十三次―」「華栄の丘」）
- 第33回（2002年） - 安里英晴（「浮かれ坊主法界」）
- 第34回（2003年） - 白浜美千代（「酷薄な天国」「憧れの地獄」）
- 第35回（2004年） - 安久利徳（「沢彦」「十七年蝉」）
- 第36回（2005年） - 木内達朗（「月の光」「兎になった少年」「鋼鉄のウール」）
- 第37回（2006年） - 小野利明（「使える男」「広域」「64(ロクヨン)」）
- 第38回（2007年） - 網中いづる（「壁」「猿の子ども」「がらくた」）
- 第39回（2008年） - 水口理恵子（「楽園」「蛇」「IN（イン）」）
- 第40回（2009年） - 牧野千穂（「魔法使いの弟子たち」「鵲（かささぎ）の橋」「同窓会」）

##### 第41回 - 第50回
- 第41回（2010年） - あずみ虫（「チョコレートの町」「ふたりの距離の概算」）
- 第42回（2011年） - 城芽ハヤト（「さくらの結婚」「美しい家」）
- 第43回（2012年） - 丹下京子（「赤ヘル1975」「プレイバック16」）
- 第44回（2013年） - 伊野孝行（「長州シックス」「水練男子」）、ヤマモトマサアキ（「潮鳴り」「アンダーカバー　秘密調査」）
- 第45回（2014年） - 岡田航也（「啓火心」「死んでたまるか」）
- 第46回（2015年） - スカイエマ（「佐久夜の初泳ぎ」「江戸の合戦」「偶然屋」）
- 第47回（2016年） - 村田涼平（「一本立ち 手蹟指南所『薫風堂』」「こいせよ おとめ」「つまをめとらば」）
- 第48回（2017年） - 日端奈奈子（「太陽にふれる月」「水際の金魚」）
- 第49回（2018年） - 西川真以子（「北のロマン青い森鉄道線」「辺境図書館」）

#### 写真賞

##### 第1回 - 第10回
- 第1回（1970年） - 久保田博二（「ブラック・ピープル」「カルカッタ」「沖縄・その二つの顔・」）
- 第2回（1971年） - 沢田教一（「ある戦場カメラマンの記録」「あるカメラマンの死」）
- 第3回（1972年） - 大倉舜二（ファッション・料理に関する一連の写真）、与田弘志（「GREEN」「ある日曜日の午後」）
- 第4回（1973年） - 篠山紀信（「小袖の時代」「家」「大女優」ほか）
- 第5回（1974年） - 秋山庄太郎（週刊現代および週刊ポストの表紙、「現代の作家」）
- 第6回（1975年） - 佐伯義勝（婦人各誌における一連の料理写真）、増淵達夫（婦人各誌におけるインテリア写真及びファッ ション写真）
- 第7回（1976年） - 齋藤康一（シリーズ「この人」）
- 第8回（1977年） - 週刊現代写真班（野上透、佐藤醇、坂昌道、管洋志、山之上雅信）（「走るワセダ」）
- 第9回（1978年） - 富山治夫（「佐渡」）
- 第10回（1979年） - 沢渡朔（「美少女シリーズ」ほか）

##### 第11回 - 第20回
- 第11回（1980年） - 稲越功一（「男の肖像」）
- 第12回（1981年） - 操上和美（「裸婦」）、水谷章人（「ザ・シーン・一連のスポーツ写真ほか）
- 第13回（1982年） - 横須賀功光（「山口小夜子」ほか一連のファッション写真）
- 第14回（1983年） - 高橋曻（「オーパ、オーパ」「ヒューマンドキュメント」「JUST JAPAN'82」）
- 第15回（1984年） - 管洋志（「戦火くすぶるアンコールワット」「六千頭の象狩り」「バリ島の公開火葬」）
- 第16回（1985年） - 岩合光昭（「サバンナからの手紙」ほか）
- 第17回（1986年） - 広川泰士（「家族の肖像」）
- 第18回（1987年） - 立木義浩（「大原麗子」ほか一連の人物写真「浅野ゆう子」「一〇五人の女たち」）
- 第19回（1988年） - 野村誠一（一連の人物写真）
- 第20回（1989年） - 広河隆一（「四番目の恐怖」ほか一連の報道写真）

##### 第21回 - 第30回
- 第21回（1990年） - 大石芳野（「カンボジア」「イラン」「ルーマニア」「カンボジアを見つめて」）
- 第22回（1991年） - 水口博也（「クジラの賢い行動学」「オルカ　アゲイン」）
- 第23回（1992年） - 今枝弘一（一連の旧ソ連に関するルポルタージュ 「蒼ざめたソヴィエト」「ロシアン・ルーレット」ほか）
- 第24回（1993年） - 野町和嘉（「地球へ！ RIFT VALLEY ODYSSEY」「ダライ・ラマ」「シベリア女囚」ほか）
- 第25回（1994年） - 水越武（「ボルネオ」「HIMALAYA」）
- 第26回（1995年） - 宮崎学（「アニマル黙示録」「死」）
- 第27回（1996年） - 村田信一（「エボラ出血熱」「ソマリア」ほか）
- 第28回（1997年） - 中村征夫（「日本列島海景色」「海のなかへ」「海中2万7000時間の旅」）
- 第29回（1998年） - 石川梵（「海人」「鯨を殺す！」）
- 第30回（1999年） - 倉田精二（「ジャパン」）

##### 第31回 - 第40回
- 第31回（2000年） - 大西成明（「病院の時代」）
- 第32回（2001年） - 斎門富士男（新潮ムック月刊シリーズ、「トーキョーカーニバル」ほか一連の人物写真）
- 第33回（2002年） - 長谷川健郎（シリーズ「病んだニッポン」）
- 第34回（2003年） - 藤代冥砂（「新潮ムック月刊シリーズ」）
- 第35回（2004年） - 山本皓一（「来た、見た、撮った！　北朝鮮」）
- 第36回（2005年） - 長倉洋海（「ザビット一家、家を建てる」）
- 第37回（2006年） - 榎並悦子（「Little People　榎並悦子写真集」）
- 第38回（2007年） - 小林伸一郎（「亡骸劇場」「東京ディズニーシー」）
- 第39回（2008年） - 石川直樹（「NEW DIMENSION」「POLAR」）
- 第40回（2009年） - 大塚幸彦（「うみのいえ」）

##### 第41回 - 第50回
- 第41回（2010年） - 小檜山賢二（「象虫」）
- 第42回（2011年） - 川島小鳥（「未来ちゃん」）
- 第43回（2012年） - 佐藤信一（「南三陸から  2011.3.11～2011.9.11」）
- 第44回（2013年） - 権徹（「歌舞伎町」）
- 第45回（2014年） - 半田也寸志（「IRON STILLS　アメリカ､鉄の遺構」）
- 第46回（2015年） - 中井精也（「中井精也 写真集 1日1鉄！」）
- 第47回（2016年） - 奥山由之（「ＢＡＣＯＮ ＩＣＥ ＣＲＥＡＭ」ほか）、西田幸樹（『紗綾』ほか）
- 第48回（2017年） - ヨシダナギ（「ヨシダ、裸でアフリカをゆく」「ＳＵＲＩ　ＣＯＬＬＥＣＴＩＯＮ」）
- 第49回（2018年） - 新田桂一（「NAOMI」）

#### ブックデザイン賞

##### 第1回 - 第10回
- 第1回（1970年） - 亀倉雄策（『シカゴ・シカゴ』）、新潮社出版部（『丸岡明小説全集』）、滝平二郎（『花さき山』）
- 第2回（1971年） - 杉浦康平（『闇のなかの黒い馬』）
- 第3回（1972年） - 勝井三雄（『池田満寿夫全版画作品集』）
- 第4回（1973年） - 田中一光（『文楽』）
- 第5回（1974年） - 江島任（『いけばな花材総事典』）、和田誠（『和田誠肖像画集PEOPLE』）
- 第6回（1975年） - 原弘（『東洋陶磁大観』）
- 第7回（1976年） - 司修（『金子光晴全集』）
- 第8回（1977年） - 石岡瑛子（『倉俣史朗の仕事』）
- 第9回（1978年） - 横尾忠則（『地獄を読む』『妖星伝』）
- 第10回（1979年） - 市川英夫、篠田昌三（『江戸川乱歩全集』）

##### 第11回 - 第20回
- 第11回（1980年） - 福田繁雄（『福田繁雄作品集』）
- 第12回（1981年） - 早川良雄（『吉村貞司著作集』）
- 第13回（1982年） - 田村義也（『俳諧志』）
- 第14回（1983年） - 高岡一弥（『千年 久留幸子写真集』）
- 第15回（1984年） - 平野甲賀（『本郷』）
- 第16回（1985年） - 戸田ツトム（『エリック・サティ』ほか）
- 第17回（1986年） - 仲條正義（『アール・デコのパッケージ』）
- 第18回（1987年） - 遠藤享（『年鑑広告美術』）
- 第19回（1988年） - 菊地信義（『高丘親王航海記』、講談社文芸文庫ほか一連の作品）
- 第20回（1989年） - 細谷巖（『世界の建築 Carlo Scarpa』）

##### 第21回 - 第30回
- 第21回（1990年） - 中垣信夫（『今井俊満 花鳥風月』）
- 第22回（1991年） - 羽良多平吉（『一千一秒物語』）
- 第23回（1992年） - 坂川栄治、山本容子（『Lの贈り物』）
- 第24回（1993年） - 亀海昌次（『三位一体の神話』）
- 第25回（1994年） - 鈴木成一（『寺山修司コレクション』『共産主義者宣言』ほか）
- 第26回（1995年） - 望月通陽（『サリー・ガーデン』『仮の約束』ほか）、矢萩喜従郎（『ルネ・マグリット展』）
- 第27回（1996年） - 原研哉（『ポスターを盗んでください』）
- 第28回（1997年） - 祖父江慎（『杉浦茂マンガ館』）
- 第29回（1998年） - 鈴木一誌（ランティエ叢書ほか）、南伸坊（『山田風太郎明治小説全集』）
- 第30回（1999年） - 葛西薫（『彼が泣いた夜』ほか一連の作品）

##### 第31回 - 第40回
- 第31回（2000年） - 中島かほる（『椿しらべ』）
- 第32回（2001年） - クラフト・エヴィング商會（吉田篤弘、吉田浩美）（『稲垣足穂全集』『らくだこぶ書房21世紀古書目録』）
- 第33回（2002年） - 木村裕治（『文学を探せ』）
- 第34回（2003年） - 中島英樹（『アルゼンチンババア』）
- 第35回（2004年） - 有山達也（『100の指令』）
- 第36回（2005年） - 渡邊良重（『ブローチ』）
- 第37回（2006年） - 長友啓典、十河岳男（『新緑や歳時記を手に初投句』ほか）、松田行正（『眼の冒険 デザインの道具箱』）
- 第38回（2007年） - 大久保明子（『真鶴』）
- 第39回（2008年） - 川上成夫（『人形が死んだ夜＋天狗の面　限定セット』）、寄藤文平（『暮らしの雑記帖』『ナガオカケンメイのやりかた』）
- 第40回（2009年） - 池田進吾（『四とそれ以上の国』『ラン』）

##### 第41回 - 第50回
- 第41回（2010年） - 多田進（『酒中日記』）、帆足英里子（『ゼロの王国』）
- 第42回（2011年） - 勝呂忠、水戸部功（『ハヤカワ・ポケット・ミステリ』シリーズ）
- 第43回（2012年） - 岡孝治（『地の底のヤマ』『裂』）、副田高行（『ゴルフのすべて』『ダウン・ザ・フェアウェイ』）
- 第44回（2013年） - 菊地敦己（『もののみごと　江戸の粋を継ぐ職人たちの、確かな手わざと名デザイン。』）
- 第45回（2014年） - 名久井直子（『愛の夢とか』『イタリアの道』ほか）
- 第46回（2015年） - 川添英昭（『テクニウム テクノロジーはどこへ向かうのか？』）
- 第47回（2016年） - 蟹江征治（『講談社学術文庫』の一連の作品）
- 第48回（2017年） - 工藤強勝（『神田神保町書肆街考　世界遺産的“本の街”の誕生から現在まで』）
- 第49回（2018年） - 芦澤泰偉（『講談社ブルーバックス』シリーズ）

#### 児童まんが部門

##### 第1回 - 第7回
- 第1回（1970年） - 手塚治虫
- 第2回（1971年） - 真崎守
- 第3回（1972年） - 松本零士（「男おいどん」）
- 第4回（1973年） - 水島新司（「野球狂の詩」）
- 第5回（1974年） - 矢口高雄（「釣りキチ三平」）、里中満智子
- 第6回（1975年） - 梶原一騎、ながやす巧（「愛と誠」）
- 第7回（1976年） - ちばてつや（「おれは鉄兵」）

以後、「講談社漫画賞」に移行。